# Черноусов Ілля Григорович

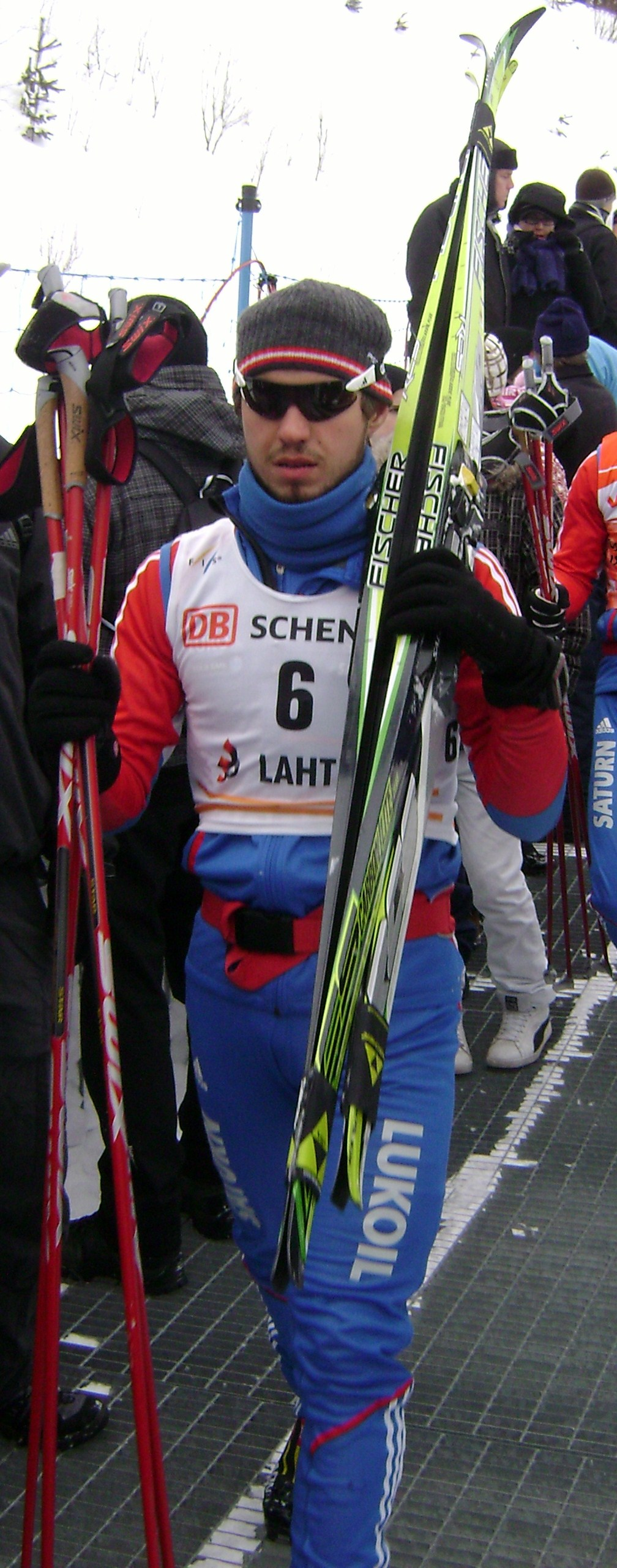

Ілля Григорович Черноусов (рос. Илья Григорьевич Черноусов; нар. 7 серпня 1986, Новосибірськ, РРФСР) — російський лижник. Бронзовий призер зимових Олімпійських ігор 2014 року у мас-старті 50 км.